# Rocbaron
Rocbaron là một xã thuộc tỉnh Var trong vùng Provence-Alpes-Côte d’Azur, Pháp. Xã này có diện tích 20,28 km², dân số năm 2006 là 3264 người. Xã này nằm ở khu vực có độ cao trung bình 370 mét trên mực nước biển.

## Biến động dân số
| Năm | 1962 | 1968 | 1975 | 1982 | 1990  | 1999  | 2004  | 2006  |
| --- | ---- | ---- | ---- | ---- | ----- | ----- | ----- | ----- |
| Dân số | 92   | 222  | 310  | 778  | 1 774 | 3 026 | 3 180 | 3 264 |
| From the year 1962 on: No double counting—residents of multiple communes (e.g. students and military personnel) are counted only once. |      |      |      |      |       |       |       |       |